# Elatostema umbrinum
Elatostema umbrinum är en nässelväxtart som beskrevs av Adolph Daniel Edward Elmer. Elatostema umbrinum ingår i släktet Elatostema och familjen nässelväxter. Inga underarter finns listade i Catalogue of Life.